# Fliegerpfeil

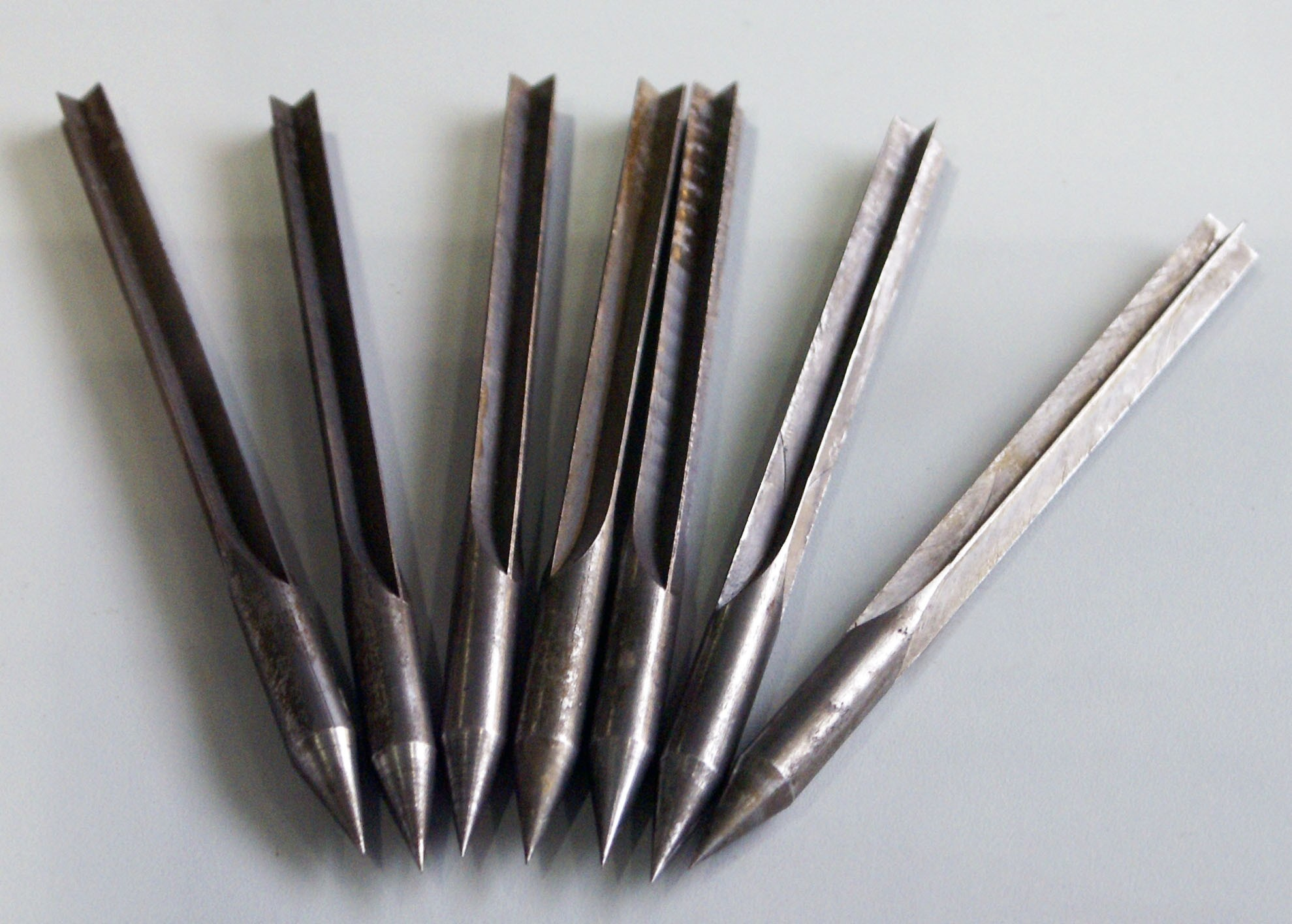
Fliegerpfeile der Schweizer Armee (1915)

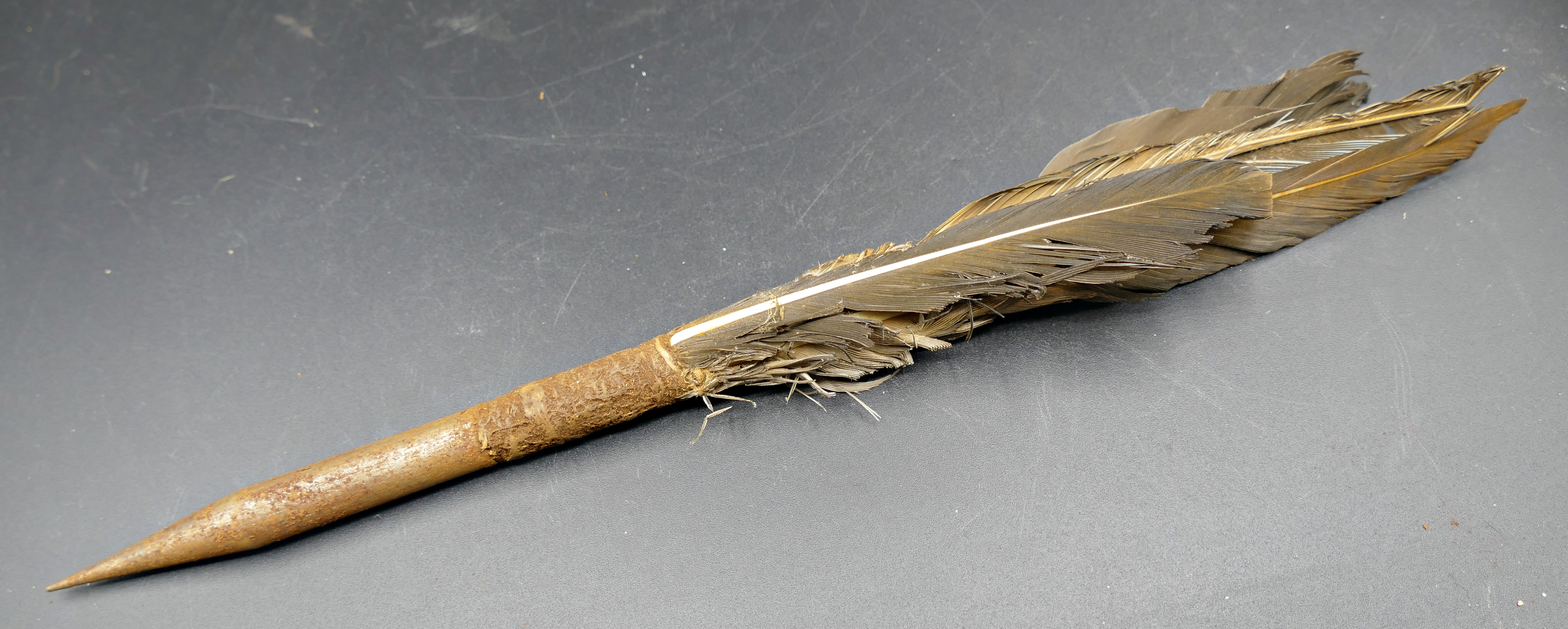
Fliegerpfeile mit echten Federn

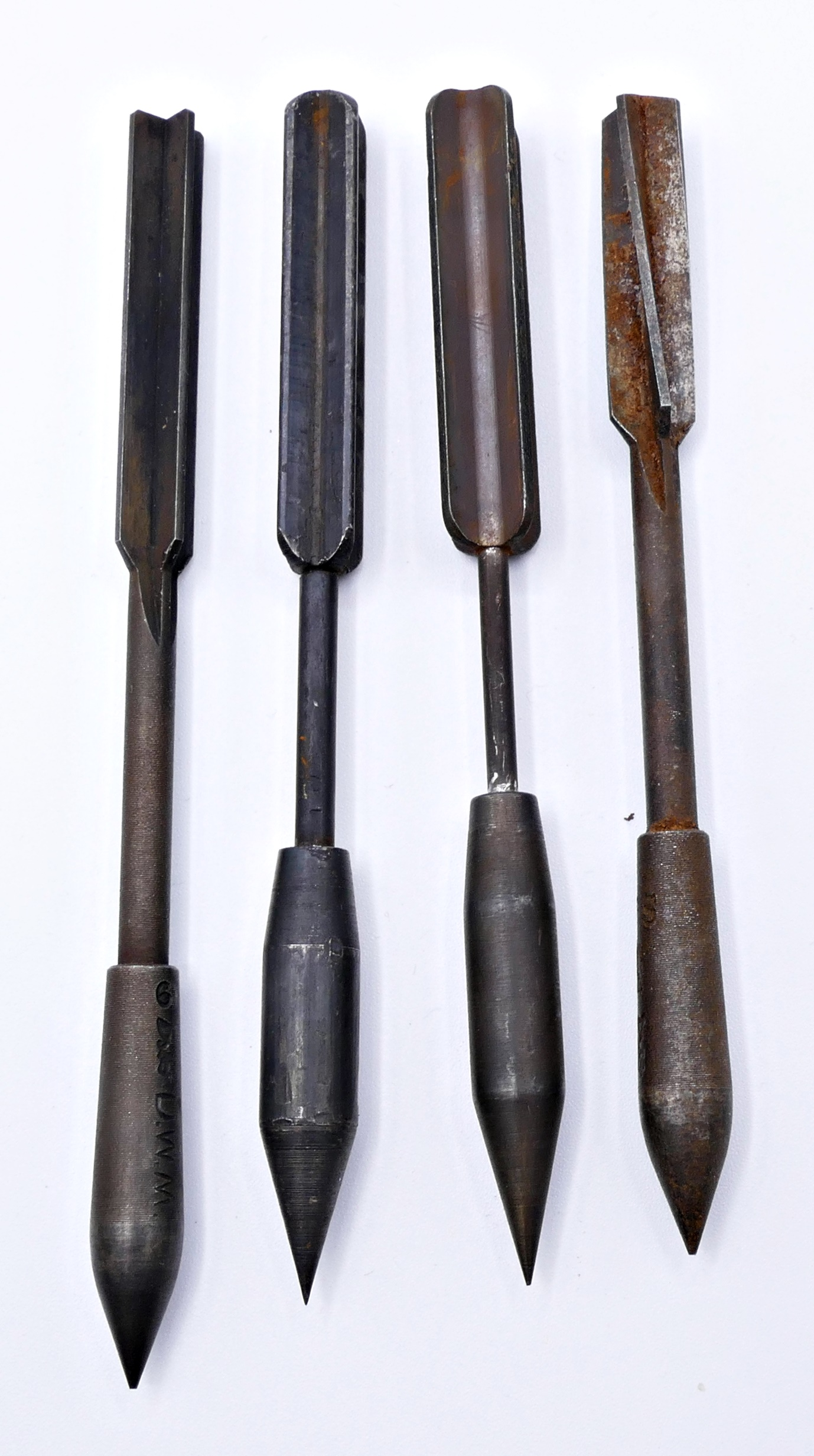
Fliegerpfeile aus verschiedenen Ländern mit „Leitwerken“

Fliegerpfeile sind spitze, etwa 12 bis 15 cm lange Metallstäbe, die in den ersten Jahren des Ersten Weltkriegs von Flugzeugen und Luftschiffen (Zeppelinpfeile) als Waffe gegen feindliche Bodentruppen abgeworfen wurden.
Da Luftschiffe (Zeppeline) mehr Lasten tragen konnten, waren die dort eingesetzten Fliegerpfeile deutlich schwerer und dicker, um das Schadensausmaß zu erhöhen.
Der hintere Teil war in einem kreuzförmigen „Heckflossen“-Profil eingekerbt, das ähnlich den Federn eines gewöhnlichen Pfeils zur Stabilisierung diente. Frühe Ausführungen trugen auch echte Federn an ihren Enden. Die französischen Konstrukteure der ersten Fliegerpfeile (flechettes) sollen sich dabei an dem Vorbild japanischer Shuriken orientiert haben.
Die während des Falls erreichte kinetische Energie war so hoch, dass ein Fliegerpfeil einen Stahlhelm durchschlagen konnte. Die durch einen Treffer verursachten Verletzungen waren meist tödlich. Ein einzelnes Flugzeug warf meist eine große Anzahl Pfeile aus Abwurfkisten auf einmal ab. Durch die große Menge der auf einmal abgeworfenen Pfeile konnte eine hohe Trefferquote erzielt werden. Fliegerpfeile wurden im Ersten Weltkrieg von allen großen europäischen Fliegertruppen verwendet, jedoch aufgrund ihrer Ineffizienz bald durch Maschinengewehre und Bomben ersetzt.
Der Schriftsteller Robert Musil wurde im September 1915 in einem Schützengraben nahe Trient knapp von einem Fliegerpfeil verfehlt, den ein italienisches Flugzeug abgeworfen hatte. Er beschrieb diese Erfahrung samt dem pfeifenden, rauschenden Geräusch des herabfallenden Geschosses in der zentralen Szene seiner Erzählung Die Amsel.
Paul Klee, der einen Teil seines Militärdienstes in einer Flugwerft abgeleistet hatte, malte 1922 ein Ölbild mit dem Titel Das Haus zum Fliegerpfeil.